# デーンロウ

デーンロウ
Danelagen  (デンマーク語)
Dena lagu  (古英語)

878年のイングランド

デーンロウ (Danelaw /ˈdeɪnlɔː/) は、古英語 Dena lagu に由来する言葉で、9世紀後半以来ヴァイキング（デーン人）の支配下に置かれたイングランド東部地域を意味する。この地域にはアングロ・サクソンの法制とは異質な慣習法や独自の方言、風習が残った。「デーンロー」表記もある。

## 地理的範囲
ほぼ今日のヨークから南、ロンドン北方に至る地域がデーンロウと呼ばれ、ノーサンブリア地方南部とミッドランド地方南東部に当る。主な定住地はレスター、リンカン、ノッティンガム、スタムフォード、ダービーであり、これらは「五市地方」とも呼ばれる。

## 概要
デーン人を中心とするヴァイキングは9世紀半ばからしばしばブリタンニアに侵攻を繰り返し、マーシア王国などアングロ・サクソン諸王国の大半を征服した。ただひとつ残されたウェセックス（Wessex）のアルフレッド大王（在位871年 - 899年）が878年エサンドゥーンの戦い（古英語: Eðandun、現在のウィルトシャー州エディントン付近）でデーン人首長グスルム（Guthrum）を破り、ウェドモーアの和議を結んだ。その後、886年アルフレッドはロンドンを奪回して第二の和約を結び、領土を画定した。
デーン人は次第に農民化してデーンロウ地域に定住し、やがてアングロ・サクソン王国の支配下に入ったが、デーン人内部の慣習法まで介入できなかった。このため、デンマーク系の慣習法はノルマン・コンクエスト（1066年）以後まで長く残存した。
ただし、イングランド北東部に侵入した当初はデーン人も政治・社会・文化の面において一体性があったわけではなく、また当時のテムズ川以北さらにハンバー川以北の地域は、ウェセックス王国から見ればデーン人の侵入に関係なく「異国」に近い地域であり、そもそもウェセックス王国の法や慣習の及びづらい地域であったという点も考慮すべきである。
なお、デーン人の言葉（古ノルド語）から英語に入った単語はいくつもあり、law （後期古英語ではlagu）もそのひとつである。

## デーンロウの背景

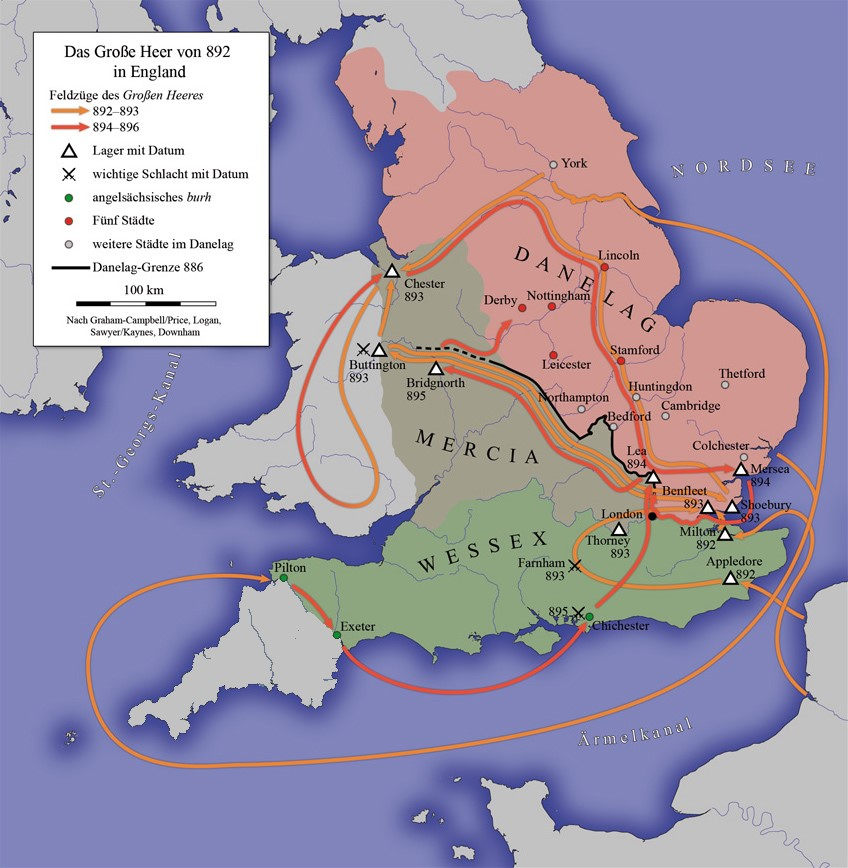
アングロ・サクソン人の王国とデーン人の支配領域を記したイングランドの地図。Cassell's History of England, Vol. I からの引用。

### ヴァイキングのヨーク統治
800年頃よりブリテン島やアイルランド沿岸部に対するヴァイキングの襲撃活動が始まった。865年、ヴァイキングはこれまでのような無秩序な襲撃ではなく初めて組織だったブリテン島遠征を行った。これが大異教軍である。大異教軍は当時イングランドに存在したアングロ・サクソン人の4つの王国の征服を目標にブリテン島東部のイースト・アングリアに上陸した。このヴァイキング軍団は多くのデーン人首領が集結してひとつの大軍となっていたが、この軍団は主にハールフダン・ラグナルソンや骨無しのアイヴァーといった、デーン人の伝説的な指導者ラグナル・ロズブロークの息子たちが率いていた 。大異教軍はイースト・アングリアの諸王らと軍馬の提供の見返りに講和し、そのまま北進した。867年には、デーン人たちはノーサンブリア王国の2人の国王オスベルト王・エラ王を打ち破り、王国を征服し首都ヨークを攻め落とした。(当時、オスベルト王はエラ王により国王の座から引き摺り下ろされていた)そして大異教軍はノーサンブリア王国の国王にアングロ・サクソン人のエグバード1世を就任させ、ノーサンブリア王国をデーン人の傀儡政権とした。
北部を手中に収めたヴァイキング軍団に挑戦するべくウェセックス王国の国王エゼルレッドと彼の弟のアルフレッドは軍を率いてノッテンガムに進軍した。しかし大異教軍は自身の砦から出撃しウェセックス軍と戦うことを拒んだ。この頃、大異教軍はマーシア王国の国王en: Burgred of Merciaと平和条約を結び、残されたマーシア王国領に侵攻しないことを取り決めた。
骨無しのアイヴァーの指揮のもと、デーン人はイングランド侵攻を続け、869年にはイースト・アングリア王国の国王エドマンド殉教王をホクスンにて撃破しイースト・アングリア王国を征服した。ここで再び、エゼルレッド・アルフレッド兄弟はデーン人の侵略を止めるべく大異教軍に攻撃を仕掛け、レディングにて両者は激突した。ウェセックス軍はヴァイキングに敗れ、手痛い損害を被った。大異教軍はウェセックス軍を追跡し、871年1月7日、エゼルレッド王とアルフレッドはアッシュダウンの戦いで大異教軍と戦い、ここではウェセックスが勝利した。大異教軍はen: Old Basingまで撤退した。エゼルレッド王は彼らを追跡しその地で再び戦禍を交えたが、結局ウェセックス軍はデーン人に敗北した。大異教軍はアッシュダウンでの勝利に続きマートンの戦いでもウェセックスに勝利した。
871年4月23日、エゼルレッド王が崩御し、弟のアルフレッドがウェセックス王位に就任した。彼の軍は弱く、デーン人との平和条約締結のためにアイヴァーに対して貢納金を支払わざるを得なかった。ウェセックス王国の兵は条約を結んだ大異教軍は、北進してマーシア王国を侵略した。マーシア領侵略は874年まで続いたが、この遠征の最中、大異教軍の指揮官の1人であるアイヴァーが亡くなった。アイヴァーの死後、大異教軍の指揮はGuthrumが行い、彼はマーシア王国侵略を終わらせた。この10年間でデーン人はイースト・アングリア、ノーサンブリア、マーシアの支配権を手に入れ、アングロ・サクソン人に残されたのはウェセックス王国のみであった。
876年、Guthrumと他のデーン人指揮官はWareham・エクセターのウェセックス王国の要塞を奪い取り、ウェセックス王国との平和条約を破棄した。アルフレッド王は砦に立て篭もるデーン人たちを包囲し、デーン人たちは降伏を迫られた。デーン人の援軍を乗せた艦隊がイングランドに向かっている最中、嵐に遭遇して壊滅したことを受け、大異教軍はアルフレッド王に降伏した。2年後、Guthrumは再びウェセックス軍に攻撃し、en: Chippenhamで冬営していたアルフレッド王に奇襲を仕掛けた。アルフレッド王は背後から忍び寄ってきていたヴァイキングの別働隊がデボンの領主オド率いるウェセックス部隊によって壊滅させられたことでことなきを得た。しかしアルフレッド王は878年春にウェセックス軍を集めエディントンの戦いでデーン人を打ち破るまでの間、身を隠さざるを得なかった。エディントンの戦いでウェセックス軍に敗れた後、デーン人はChippenhamに撤退した。アルフレッド王は彼らを包囲し、程なくしてデーン人を降伏させた。デーン人の降伏条件として、アルフレッド王は大異教軍の指揮官Guthrumの洗礼を要求した。アルフレッドはGuthrumの代父母として彼を洗礼させた。

## デーン人の自治体制の確立
エドワード長兄王の彼の姉エセルフリーダは910年代、ミッドランズ地方とイースト・アングリア地方にかけて広がっていたデーン人の領土を再征服した。この際、エドワード王はウェセックス王に服従した幾人かのデーン人領主に対して従来通りの統治を許した。ヴァイキングによる統治は954年、ノーサンブリア王国で追放されたヴァイキングの王であるエイリーク血斧王を最後に終焉を迎えた。デーン人のイングランドへの移住が進んだ原因はスカンディナヴィアにおける政治的状況と複雑にかつ強固に関係していると考えられている。その上、イングランドへの移民が増えると同時に、デーン人の影響力はヘブリディーズ諸島・マン島・オークニー諸島・シェトランド諸島・フェロー諸島・アイルランド・アイスランド・グリーンランド・ランス・オ・メドー・フランス(ノルマンディー)・バルト海・ロシア・ウクライナ(キエフ公国を参照)の諸地域にも広がっていた.。